# Górki (gromada w powiecie kamieńskim)
Górki – dawna gromada, czyli najmniejsza jednostka podziału terytorialnego Polskiej Rzeczypospolitej Ludowej w latach 1954–1972.
Gromady, z gromadzkimi radami narodowymi (GRN) jako organami władzy najniższego stopnia na wsi, funkcjonowały od reformy reorganizującej administrację wiejską przeprowadzonej jesienią 1954 do momentu ich zniesienia z dniem 1 stycznia 1973, tym samym wypierając organizację gminną w latach 1954–1972.
Gromadę Górki z siedzibą GRN w Górkach utworzono – jako jedną z 8759 gromad na obszarze Polski – w powiecie kamieńskim w woj. szczecińskim na mocy uchwały nr V/45/54 WRN w Szczecinie z dnia 5 października 1954. W skład jednostki weszły obszary dotychczasowych gromad Gardziec, Górki, Rekowo i Stawno oraz miejscowość Śniatowo z dotychczasowej gromady Kozielice ze zniesionej gminy Wysoka Kamieńska, obszary dotychczasowych gromad Jarzysław i Rarwino ze zniesionej gminy Jarszewo oraz obszar dotychczasowej gromady Szumiąca ze zniesionej gminy Chomino w tymże powiecie. Dla gromady ustalono 12 członków gromadzkiej rady narodowej.
Gromadę zniesiono 31 grudnia 1959, a jej obszar włączono do gromad Jarszewo (miejscowości Rarwino, Jarzysław, Górki, Kukań, Piastkowo, Stawnik, Łysom, Warblewo i Rekowo), Chomino (miejscowości Szumiąca, Gardziec, Giżkowo, Ganiec i Śniatowo) i Wysoka Kamieńska (miejscowości Borzysław, Sławno i Książ) w tymże powiecie.